# Wladimir Guzajew
Wladimir Gawrilowitsch Guzajew (russisch Владимир Гаврилович Гуцаев; georgisch ვლადიმერ გაბრიელის ძე გუცაევი / Wladimer Gabrielis dse Guzaewi; englisch Vladimir Gutsaev; * 21. Dezember 1952 in Tiflis, Georgische SSR, Sowjetunion) ist ein ehemaliger georgischer Fußballspieler und -trainer ossetischer Abstammung. Von 2004 bis 2008 war er zudem Abgeordneter im georgischen Parlament.

## Leben und Karriere
Wladimir Guzajew wurde 1952 in eine ossetische Familie in Tiflis geboren. Seine Muttersprache ist Russisch, Guzajew spricht aber auch Georgisch. Zum Fußball kam er über verschiedene kleinere Tiflisser Vereine, bis er schließlich 1971 zum großen Club Dinamo Tiflis wechselte. Der Stürmer eroberte sich dort eine Stammposition und sollte seinem neuen Verein bis zum Karriereende treu bleiben. 1978 wurde Guzajew mit Dinamo sowjetischer Fußballmeister, 1981 gewann man sogar den Europapokal der Pokalsieger, als man im Finale den FC Carl Zeiss Jena mit 2:1 besiegte. Daneben war Guzajew Teil der sowjetischen Nationalmannschaft, für die er zwischen 1972 und 1982 insgesamt elf Spiele absolvierte.
1986 lief er das letzte Mal für Dinamo Tiflis auf, anschließend schlug er eine Trainerlaufbahn ein. Von 1987 bis 1990 war er als Funktionär bei Iberia Tiflis tätig, 1991 wechselte er zunächst als Assistenztrainer, später als Haupttrainer, zum zypriotischen Club Anorthosis Famagusta, wo er bis 1994 blieb. Anschließend wechselte er zum russischen Club Alanija Wladikawkas (damals noch Spartak-Alanija Wladikawkas), wo er bis 1995 verblieb. 1996 trainierte er die U21-Auswahl Georgiens, von 1997 bis 1999 schließlich auch die A-Nationalmannschaft. Von 1999 bis 2000 ging er noch einmal zu Alanija Wladikawkas zurück. Zuletzt war er 2001 als Trainer Torpedo Kutaissi tätig.
Anschließend ging er in die Politik und saß von 2004 bis 2008 für die Regierungspartei Vereinte Nationale Bewegung von Micheil Saakaschwili im georgischen Parlament. Im Juli 2004 warf Eduard Kokoity, damaliger Präsident Südossetiens, Guzajew vor, dieser hätte ihm im Auftrag von Micheil Saakaschwili 20 Millionen US-Dollar für eine „Loyalität“ zu Georgien geboten. Guzajew wies die Vorwürfe zurück und erklärte, er habe Kokoity lediglich darum gebeten, die Teilnahme einer südossetischen Mannschaft an der georgischen Fußballmeisterschaft zu ermöglichen.
2010 kehrte er zurück zum Fußball und wurde Trainer der U19-Nationalmannschaft Georgiens und ab 2011 Jugendtrainer bei WIT Georgia Tiflis. Im Oktober 2012 gab der russische Verein Alanija Wladikawkas die Verpflichtung von Guzajew als Sportdirektor bekannt.